# Голосеев (историческая местность)

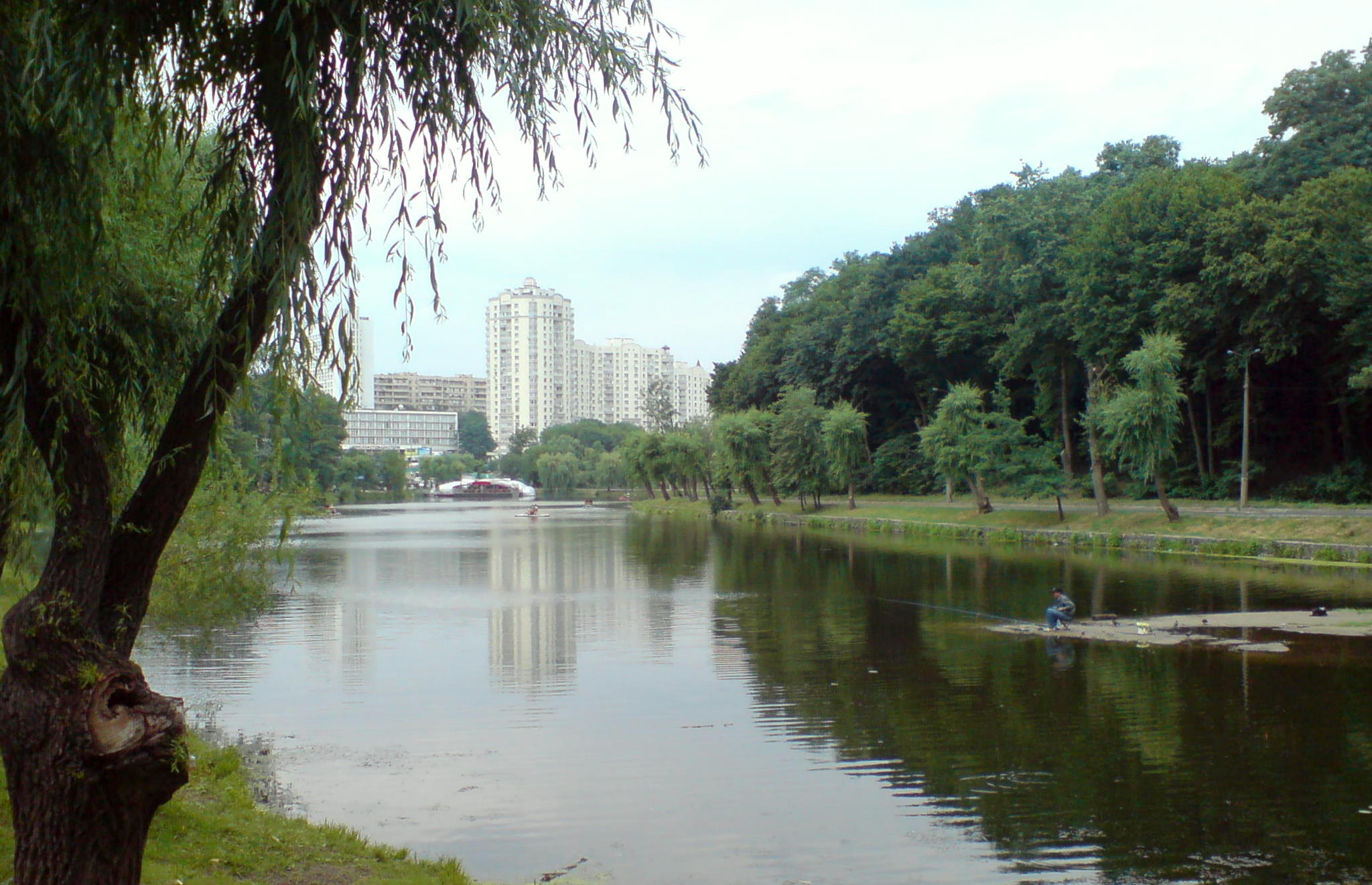
Нижнее Ореховатское озеро. Вдали виднеются новостройки на Голосеевской площади.

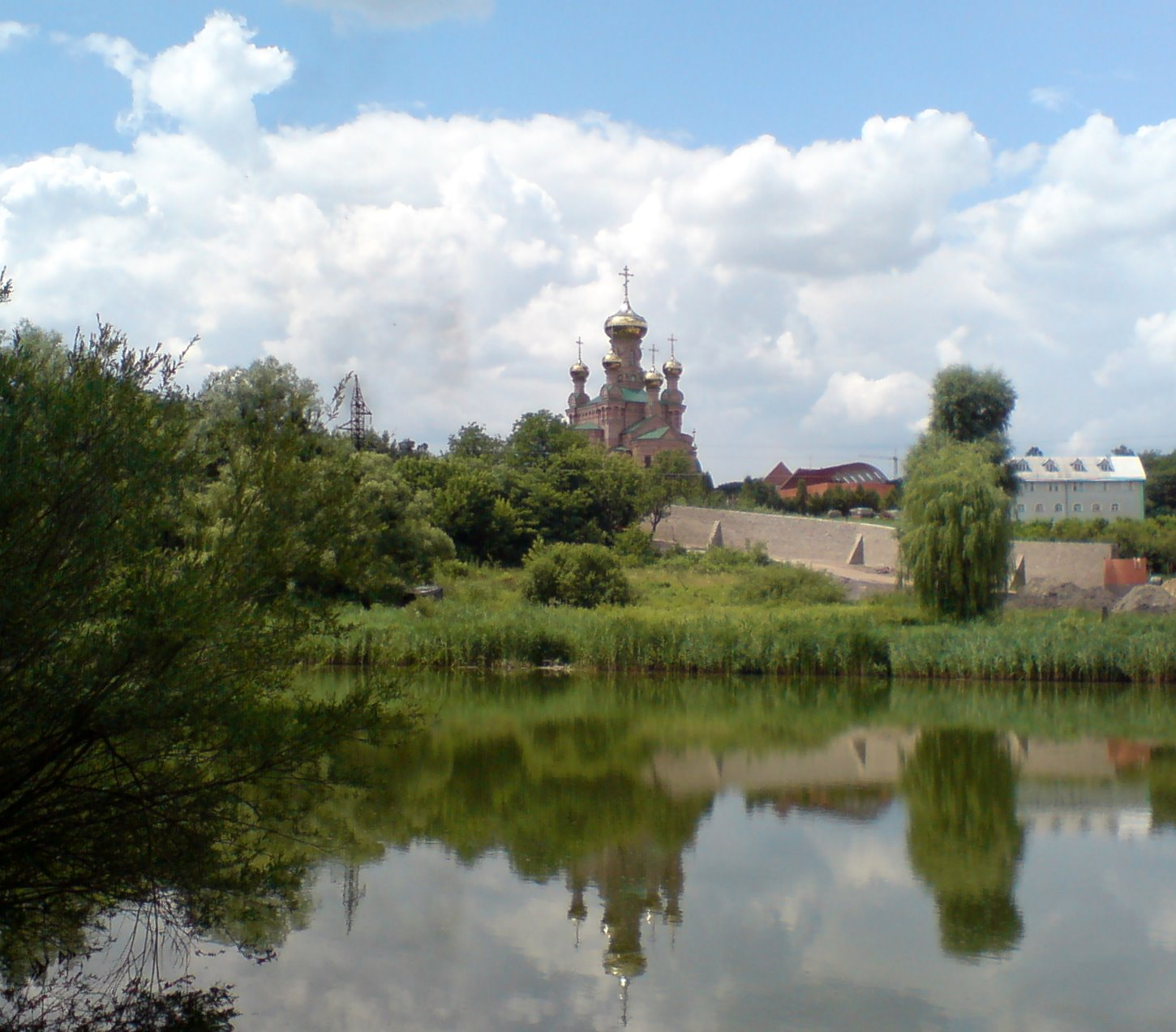
Вид из Голосеевского леса на Голосеевскую пустынь

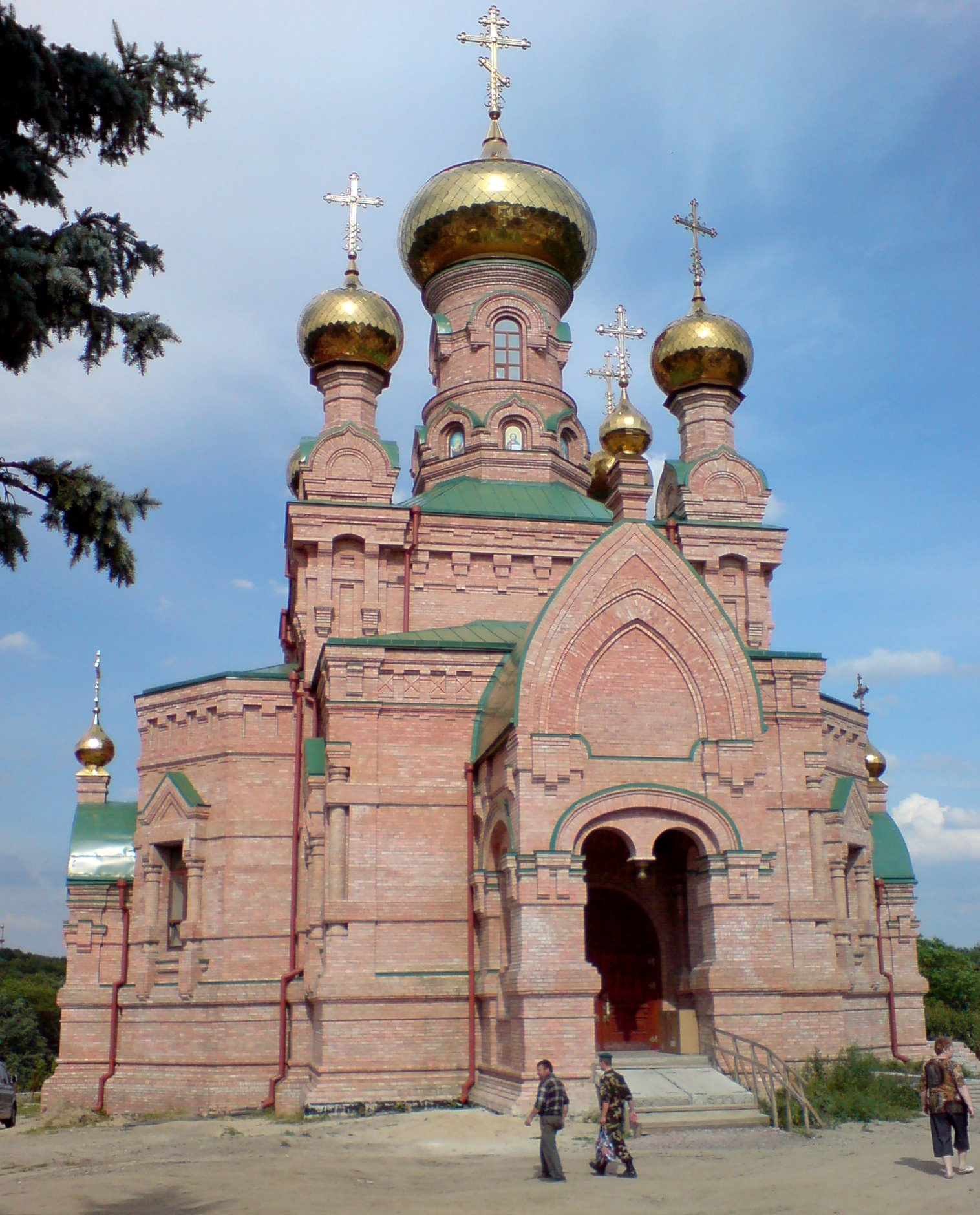
Голосеевская пустынь (Свято-Покровский монастырь)

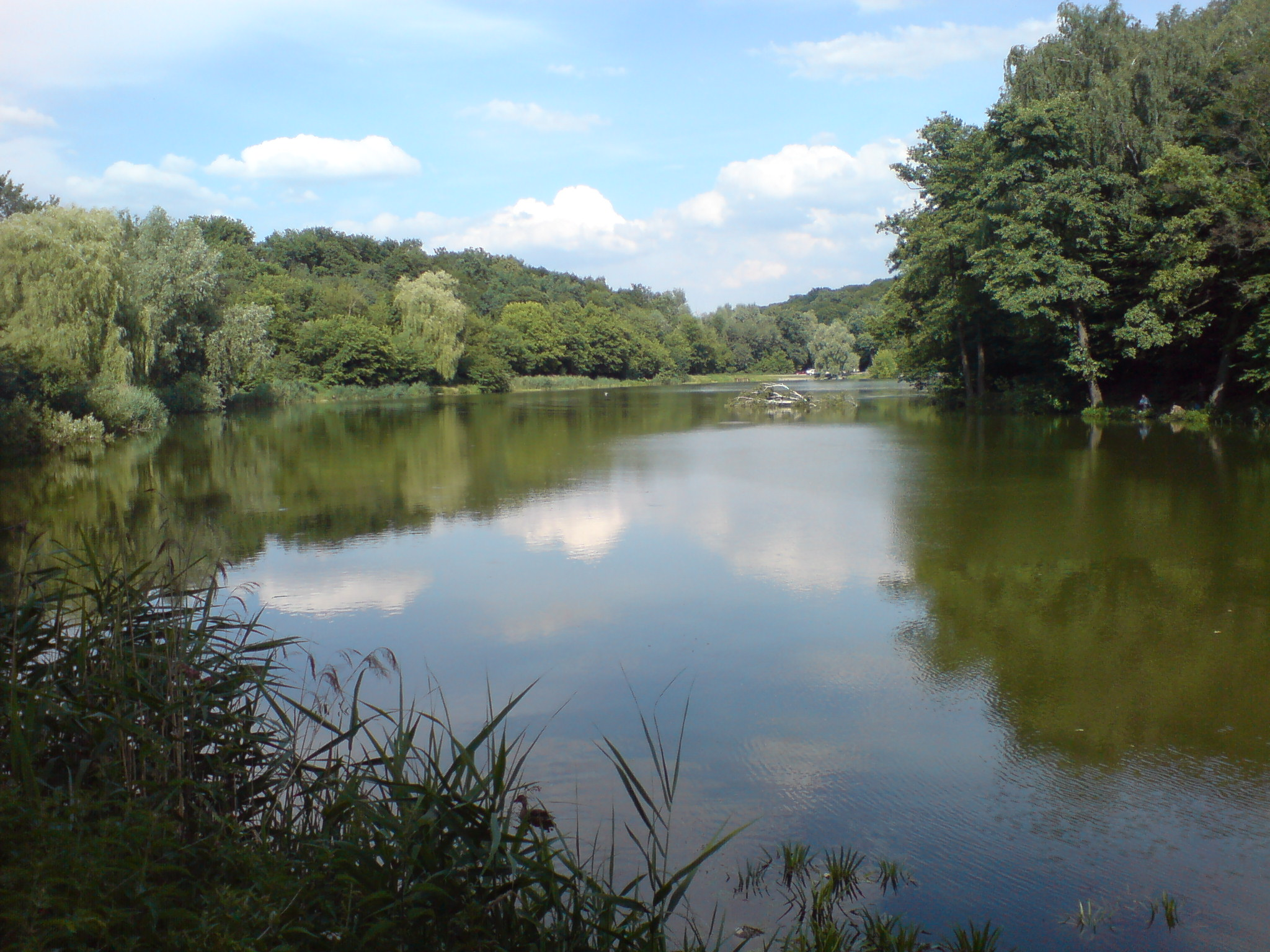
Голосеевский лес. Дидоровские пруды

Голосе́ев (укр. Голосіїв) — историческая местность на территории Голосеевского района города Киева. Голосеев располагается в южной части города, между Добрым Путём, Демиевкой, Теремками, Феофанией и Мышеловкой, охватывая Голосеевский лес, а также застройку между ним и улицами Васильковской и Сумской.
В грамоте короля Сигизмунда I Выдубицкому монастырю (1541) местность упомянута как «Голосиево», при описании границ землевладений Киево-Печерской Лавры (1617) упомянут «хутор Голосѣевскій». Позже (1686) хутор снова упомянут как «Голосѣевъ».
Происхождение названия неизвестно. Некоторые источники объясняют название «Голосеев» тем, что лес был насажен на голом месте («голо сеян») либо тем, что при монголо-татарском нашествии здесь «голосили» женщины. Ни одна из этих версий не подтверждена убедительными доказательствами, но вторая версия кажется менее вероятной, поскольку историческая транскрипция «Голосѣевъ» содержит корень «сеять» (церк.-слав. сѣять), а не «голосить» (церк.-слав. гласить).
Название местности часто используют с окончанием на -о (Голосе́ево), как в исторически первом упоминании, хотя это противоречит современным нормативам в украинском языке, которые считают название Голосеево ошибочным.
В 1631 году тогда ещё архимандрит Киево-Печерской Лавры, а впоследствии митрополит Пётр Могила построил в этом монастырском владении церковь во имя св. Великомученика Иоанна Сочавского, происходящего из его родной Молдавии, а также дом для себя, разбил сад и заложил монастырь (сейчас эта территория входит в состав ботанического сада Национального аграрного университета). Монастырь располагался среди обширного леса, также принадлежащего Лавре, и долгое время эта местность оставалась застроенной сравнительно мало.
Во время Первой мировой и гражданской войн Голосеевскому лесу был нанесён значительный ущерб: вековые дубы были вырублены на 2 км вокруг Демиевки. После установления советской власти монастырские владения были национализированы, и территория леса начала застраиваться.
В 1922—1923 гг. бывшее монастырское хозяйство Голосеев и соседнее лесничество были переданы Сельскохозяйственному институту, созданному на базе бывшего агрономического факультета Киевского политехнического института. В 1925—1932 гг. на гребне холма, вдающегося в Голосеевский лес с севера, был построен комплекс Всеукраинской сельхозакадемии (ныне — Национальный университет биоресурсов и природопользования) из шести зданий в стиле украинского необарокко (автор — Д. М. Дьяченко). Строения Голосеевской пустыни, формировавшейся в течение трёх веков, использовались в хозяйственных целях, а в 1950—1960-х гг. разобраны как не представляющие художественной ценности. В 1990—2000-е гг. Голосеевская пустынь (Свято-Покровский монастырь) была восстановлена и отстроена.
Во время Великой Отечественной войны по территории Голосеевского леса, в том числе и вблизи Сельхозакадемии, проходила линия обороны Киева. В августе 1941 года войска нацистов подступили к Мышеловке и Голосеевскому лесу. Регулярные войска и отряды студентов-ополченцев держали оборону, и 11—13 августа захватчики были остановлены и отброшены почти до предыдущего рубежа укрепрайона. С тех времён сохранились окопы, рядом с которыми в 1972 году был установлен памятный знак. В 1979 году на территории Сельхозакадемии (на углу ул. Героев Обороны и ул. Генерала Родимцева) был открыт мемориальный комплекс воинам, погибшим в годы Великой Отечественной войны 1941—1945 гг.
В 1955—1958 годы в западной части Голосеевского леса была построена Выставка достижений народного хозяйства УССР (ныне Национальный комплекс «Экспоцентр Украины»). В 1957 году в северной части леса был заложен Голосеевский парк, в 1964 году названный в честь выдающегося украинского поэта Максима Рыльского (1895—1964), который в 1951—1964 годы жил рядом с парком (в 1959 году вышел сборник М. Рыльского под названием «Голосеевская осень»). В доме поэта (нынешний адрес — ул. М. Рыльского, 7) работает литературно-мемориальный музей М. Рыльского. Площадь парка — 140,9 га, Голосеевского леса — приблизительно 780 га.
В районе Голосеева расположены также Главная астрономическая обсерватория НАН Украины, Клиническая больница «Феофания» Государственного управления делами, каскады прудов: Ореховатские (в Голосеевском парке), Голосеевские (Дидоровские) и Китаевские. На южной окраине — Музей народной архитектуры и быта Украины в с. Пирогов.